# El Zorro: la espada y la rosa
El Zorro: la espada y la rosa es una telenovela estadounidense producida por RTI Televisión y Sony Pictures Television para Telemundocon la idea original de Humberto Olivieri, basada en el personaje de Johnston McCulley. Protagonizada por Christian Meier y Marlene Favela con las participaciones antagónicas de Harry Geithner, Andrea López, Héctor Suárez Gomís y Arturo Peniche, contando además con la actuación estelar de Osvaldo Ríos.
La novela se grabó en su totalidad en locaciones de Colombia.Para Marlene Favela, Arturo Peniche y Héctor Suárez Gomís fueron sus debuts estelares en la cadena estadounidense de Telemundo y su participación en Colombia.

## Sinopsis
Esta historia narra la vida de algunas personas en la antigua California española, especialmente en la antigua ciudad de Nuestra Señora de los Ángeles, actualmente conocida como Los Ángeles donde vive un hombre llamado Diego de la Vega, hijo del exitoso exmilitar Alejandro de la Vega. Diego es un hombre muy atractivo, inteligente, amante de las leyes y las letras al que sólo le interesa conquistar a las damas con la poesía y disfrutar de un buen libro. Pero Diego guarda un secreto, él es el Zorro, un decidido, valiente y un apuesto forajido que es el bandido más buscado de California, quien vela por la justicia y el orden de la ciudad.
Mientras tanto, en España, una liberal y revolucionaria mujer llamada Esmeralda Sánchez de Moncada huye de la Guardia Real que la quiere llevar a la iglesia para casarla pero ella huye de la iglesia. En su intento de fuga llega a una feria gitana donde una mujer le entrega un medallón pero Esmeralda la ignora y sigue huyendo. El medallón en realidad es un mapa que la lleva a un tesoro escondido en América que pertenece a Mercedes Mayorga de Aragón, más conocida como Sara Kali, reina de España y madre de Esmeralda. Sara Kali fue dada por muerta en el parto de Esmeralda, pero en realidad está en América presa en la cárcel del Callao. Usa una máscara de hierro que le tapa completamente el rostro como consecuencia de un conflicto entre un poderoso y malvado duque llamado Jacobo Almagro de Castellón y Fernando Sánchez de Moncada.
El padrastro de Esmeralda, don Fernando Sánchez de Moncada, quiere casar a Esmeralda para que así su poderoso prometido hable con el rey y logre que lo nombren gobernador de alguna ciudad de América.
Esmeralda es enviada a América con su padrastro, quien logró conseguir el puesto de gobernador en Los Ángeles, y toda su familia: Mariángel, quien odia a Esmeralda ya que un antiguo amor en España la dejó por ella y doña Almudena Sánchez de Moncada, hermana de Fernando, que siempre defiende a Esmeralda, a quien quiere como una hija.
En América hay un nuevo comandante militar de la ciudad: Ricardo Montero. Él es un despiadado y ambicioso militar que hará todo lo posible para lograr conseguir ascensos en su carrera militar. Montero siempre pretendió a Esmeralda e incluso logró que se casara con él pero fue una boda nula y arreglada. Por su lado, Diego y Esmeralda siempre tuvieron una química especial y mucha atracción pero Mariángel también pretendía a Diego y esto fue un obstáculo más para el desarrollo de este amor.
Esto desatará una intensa historia llena de amor, acertijos y muchas dudas. Diego y Esmeralda tendrán que luchar para que su amor triunfe pero ante todo, para que triunfe la justicia.

## Elenco
- Christian Meier - Diego de la Vega / El Zorro
- Marlene Favela - Esmeralda Sánchez de Moncada
- Arturo Peniche - Fernando Sánchez de Moncada
- Osvaldo Ríos - Alejandro de la Vega
- Erick Elías - Renzo
- Héctor Suárez Gomís - Capitán Aníbal Pizarro
- Andrea López - Mariángel Sánchez de Moncada
- Harry Geithner - Comandante Ricardo Montero de Ávila
- Jorge Cao - Padre Tomás Villarte
- Adriana Campos - Yumalay / Guadalupe o Toypurnia / Regina de la Vega
- Natasha Klauss - Sor Suplicios / Ana Camila de Ledezma
- César Mora - Sargento Juvenal García Moya
- Luly Bossa - Almudena Sánchez de Moncada
- Raúl Gutiérrez - Olmos Berroterrán de la Guardia
- Andrés Mendoza - Daniel de la Vega
- Andrea Montenegro - María Pía de la Vega
- Andrea Martínez - Natalia de la Vega
- Ricardo González - Bernardo
- Luigi Aycardi - Tobías del Valle y Campos
- Brayan Pabon - Sebastián García López
- Germán Rojas - Jonás / Patriarca
- Andrés Carreño - Javier Sánchez de Moncada
- José García - Esteban Pizarro
- Anabolena Meza - Sara Kali / Mercedes Mayorga de Aragón
- Sebastián Devia - Andrés Sánchez de Moncada
- María Margarita Giraldo - Azucena
- Carmen Marina Torres - Dolores
- Natalia Bedoya - Laisha
- Orlando Valenzuela - Miguel
- Luis Fernando Bohórquez - Javier
- Andreah Patapi - Mimi
- Marilyn Patiño - Catalina Quintana
- Fernando Corredor (†) - Juez Quintana
- Frank Beltrán - Gerardo
- Ivelín Giro - María Luisa Burgos de Castilla / Majestad
- Teresa Gutiérrez - Marquesa Carmen Santillana de la Roquette
- Omar García Carrillo - Camilo Santillana
- Didier van der Hove - Santiago Michelena
- Valentina Acosta - Selenia
- Brandon Peniche - Carlos  (Actuación especial)
- Andrés Sánchez - Sebastián Quintana
- Víctor Rodríguez - Agapito
- Julián Álvarez - Cabo Aguirre.
- Luis Mesa - Duque Jacobo Almagro de Castellón
- Omar Murillo - Kamba
- Diego Vásquez - Leroy
- José Luis Lagares - Mambo / Cristian de Castellón
- Javier Delgiudice - Alfonso Díaz de Vergara
- Gabriel Valenzuela - Alejandro de la Vega / El Zorro (hijo de Diego y Esmeralda)
- Andrés Márquez - Tornado